# كريس دايسون
كريس دايسون (بالإنجليزية: Chris Dyson)‏ هو سائق سيارة سباق أمريكي، ولد في 24 فبراير 1978 في بكبسي في الولايات المتحدة.

## روابط خارجية
- كريس دايسون على موقع Racing-Reference.info (الإنجليزية)
- كريس دايسون على موقع DriverDB.com (الإنجليزية)